# Salceda de Caselas
Salceda de Caselas település Spanyolországban, Pontevedra tartományban. Salceda de Caselas O Porriño, Ponteareas, Salvaterra de Miño és Tui községekkel határos. Lakosainak száma 9430 fő (2024).

## Népesség
A település népessége az elmúlt években az alábbi módon változott:
| Lakosok száma | 6349 | 6835 | 7686 | 8289 | 8835 | 8890 | 9017 | 9164 | 9380 | 9430 |
|               | 2001 | 2004 | 2007 | 2009 | 2012 | 2014 | 2017 | 2019 | 2022 | 2024 |